# منتخب تركمانستان تحت 23 سنة لكرة القدم
منتخب تركمانستان تحت 23 سنة لكرة القدم هو ممثل تركمانستان الرسمي في المنافسات الدولية في كرة القدم في فئة كرة قدم تحت 23 سنة للرجال
، يديريه اتحاد تركمانستان لكرة القدم.

## الألعاب الآسيوية
Since 2002, football at the Asian Games changes into Under-23 tournament.
| سجل الألعاب الآسيوية | سجل الألعاب الآسيوية | سجل الألعاب الآسيوية | سجل الألعاب الآسيوية | سجل الألعاب الآسيوية | سجل الألعاب الآسيوية | سجل الألعاب الآسيوية | سجل الألعاب الآسيوية | سجل الألعاب الآسيوية |
| السنة                | الجولة               | لعب                  | فاز                  | تعادل                | خسر                  | له                   | عليه                 |                      |
| -------------------- | -------------------- | -------------------- | -------------------- | -------------------- | -------------------- | -------------------- | -------------------- | -------------------- |
| 2002                 | مرحلة المجموعات      | 3                    | 1                    | 0                    | 2                    | 4                    | 8                    |                      |
| 2006 ‏                | انسحب                | -                    | -                    | -                    | -                    | -                    | -                    |                      |
| 2010                 | الجولة 16            | 4                    | 1                    | 1                    | 2                    | 8                    | 8                    |                      |
| 2014                 | انسحب                | -                    | -                    | -                    | -                    | -                    | -                    |                      |
| الاجمالي             | 2/4                  | 7                    | 2                    | 1                    | 4                    | 12                   | 16                   |                      |